# Ел Фил
Сура ел Фили (арап. سورة الفيل‎, "Поглавље Слона") је 105. Поглавље (суре) из Курана. То је меканска сура која садржи 5 стихова.
Сура је написана у упитној форми.

## Асбаб ел-нузул
Асбаб ал-нузул (прилике или околности откривања) је секундарни жанр Куранске егзегезе (тефсир) усмерен на успостављање контекста у којем су откривени одређени стихови из Курана. Иако га неки користе у реконструкцији Куранске историје, асбаб је по природи више екзегетски него историографски жанр, и као такав обично повезује стихове које објашњава општим ситуацијама, а не конкретним догађајима. Узимајући своје име из спомињања "Војске слона" у првом стиху, ова сура упућује на абисинијски поход против Меке у 570. години хришћанске ере. Абраха, хришћански под-краљ Јемена (којим су у то време владали Абисинци), подигао је велику саборну цркву у Сани, надајући се да ће тако преусмерити годишње арапско ходочашће из меканског светилишта, Ћабе, у нову цркву. Када је та нада остала неиспуњена, одлучио је да уништи Ћабу; и тако је кренуо против Меке на челу велике војске, која је укључивала и бројне ратне слонове, и на тај начин представљала нешто непознато и крајње запањујуће за Арапе: одатле је означавање те године, од стране савременика, као и историчара каснијих генерација, као "Година слона". Абрахина војска је потпуно уништена на свом маршу  – од стране изузетно огромног јата ласти (абабил) које су испуштале мало камење на њих и претвориле их у пепео. - и сам Абрахам се умро кад се вратио у Сану.
Арапи описују годину у којој се догађај одиграо као годину слона, а исте године рођен је и Мухамед. Традиционалисти и историчари готово једногласно изјављују да се догађај слонова догодио у Мухараму(назив за месец), а Мухамед је рођен у Раби ел-авал. Већина њих наводи да је родио 50 дана након догађаја слона.

## Период откривања
Суре у Курану нису уређене по хронолошком реду откривања јер редослед вахија или хронолошког порекла откривања није део Курана. Посланик Мухамед је рекао својим следбеницима да је сахаба постављен у Курану према сваком Вахију који је откривен заједно са оригиналним текстом Курана. Вм Теодор де Бари, стручњак за источноазијске студије, описује да је "коначан процес сакупљања и кодификације текстова Курана водио један преовлађујући принцип: Божје речи на било који начин не смеју бити искривљене или сукобљене људском интервенцијом. Из тог разлога није направљен никакав озбиљан покушај да се уреде бројна открића, организују се у тематске јединице или их представе у хронолошком реду ... ". Сура Ел-Фил је меканска сура и меканске суре су хронолошки раније суре које су откривене Мухамеду у Меки пре Хиџре у Медини 622. године. Оне су обично краће, са релативно кратким ајетом, а углавном се приближавају крају Куранске 114. суре. Већина сура које садрже муката'ат су Меканске. Већина муфасируна једногласно каже да је томеканска сура; и ако се проучава против своје историјске позадине, чини се да је она морала бити послата у најранију фази у Меку.

## Главни предмет
Главни предмет суре је специфичан историјски догађај. Година Мухамедовог рођења идентификована је као "Година слона", када је Меку напао Абраха у пратњи слона. Курански ексегетти су тумачили да је Бог спасио Меканце од ове силе слањем роја птица који је засипао освајаче камењем и уништио их. Војска Абрахе уништена је због напада на Ћабу што је подсетник и пример да Аллах може спасити Његову кућу (Ал-Ка'бах) уништавајући 60.000 војника слоновима, преко јата птица. Порекло речи сиџил (тј. Камен Лаве од вулканске ерупције) у стиху 4 има етимологију предложену као персијски певати и гил ("камен" и "глина") или арамејски сгил (глатки олтарски камен). У Курану 'сиџил' се појављује у два друга стиха: 11:82 и 15:74.

## Тема суре
Постоји скоро 7 одељака у целокупном Курану према темама. Завршни део ових 7 секција почиње од суре Ал-Мулк [сура број 67.] до суре Ал-Нас [сура број 114.]. Овај завршни део (последњи 7. Курана) се фокусира на; изворе рефлексије, људе, њихове последње сцене са којима ће се суочити током Судњег дана и Хелфире и Рај уопште и опомињу Кураише о њиховој судбини у Хереини и Хереафтеру, нарочито, ако они поричу пророка Мухамеда. У овој Сури, Алахова казна која је нанета људима слона се помиње и описује врло кратко јер је то био случај недавне појаве, и сви у Меки и Арабији су били потпуно свесни тога. Зато су Арапи веровали да је Ћаба заштићена у овој инвазији, не од било ког бога или богиње, већ од Алаха Свемогућег. Тада су се вође Курејшија за помоћ обратиле призвавши самог Алаха, и већ неколико година људи из Курејша, импресионирани овим догађајима, нису обожавали никог осим Алаха. Због тога није било потребе да се спомињу детаљи у Сури Ел-Фил, али је довољно само упућивање на то. Јавед Ахмад Гамиди (б. 1951), познати пакистански муслимански теолог, проучавалац Курана и егзегта, образовник, објашњава тему Суре ел-Фил тако да она обавести Курејше да је Бог - који је пре тога упутио своје непријатеље и оне који их неће поштовати пошто су и они показали непријатељство према њему. Такође ће бити разорен на сличан начин.

## Реферемце
1. ↑  Ибн Хишам
2. ↑  Ibn Sa'd al-Baghdadi I/1, 55 f
3. ↑  The Message of The Qur'an The Hundred-Fifth Surah Al-Fil (The Elephant) Note#2
4. ↑  Muhammad Asad – The Message of The Qur'an 1980
5. ↑  „105. Surah Al Fil (The Elephant) - Sayyid Abul Ala Maududi - Tafhim al-Qur'an - The Meaning of the Qur'an”.
6. ↑  Robinson 2003, стр. 25–97.
7. ↑  Israr Ahmed – Bayan-ul-Quran – Introduction
8. ↑  Bloom 1990, стр. 65.
9. ↑  Eastern Canons.
10. ↑  Quran Verses in Chronological Order
11. ↑  Abul A'la Maududi-Tafhim-ul-Quran
12. ↑  Tafsir Ibn Kathir
13. ↑  Chronological Order of Quranic Surahs Архивирано на веб-сајту  (13. јануар 2018), by Kevin P. Edgecomb.
14. ↑  Leaman 2008, стр. 129.
15. ↑  Mir, Mustansir (2005). „Elephants, Birds of Prey, and Heaps of Pebbles: Farāhī's Interpretation of Sūrat al-Fīl”. Journal of Qur'anic Studies. 7 (1): 33—47. doi:10.3366/jqs.2005.7.1.33.
16. ↑  George Sale
17. ↑  Muhammad Farooq-i-Azam Malik (translator), Al-Qur'an, the Guidance for Mankind - English with Arabic Text (Hardcover).  978-0-911119-80-0.
18. ↑  Muhammad Asad, Al-Qur'an translation, The Message of the Qur'an, First Hardback, 1980, Dar Al-Andalus, Gibraltar.  978-1-904510-00-0.
19. ↑  Rippin, Andrew, ур. (2008). The Blackwell Companion to the Qur'an. John Wiley & Sons. стр. 137—138. ISBN 978-1-4051-7844-0.
20. ↑  Abdul Nasir Jangda - Tafsir lectures - Bayyinah Institute, 2300 Valley View ln. Suite 500 Irving, TX 75062
21. ↑  Tadabbur-i-Quran#Contents
22. ↑  „Архивирана копија”. Архивирано из оригинала 23. 10. 2012. г. Приступљено 22. 1. 2018.
23. ↑  linguisticmiracle.com
24. ↑  Esposito, John, ур. (2003), „Islahi, Amin Ahsan”, The Oxford Dictionary of Islam, Oxford University Press, ISBN 978-0-19-512558-0, Архивирано из оригинала 28. 12. 2014. г., Приступљено 22. 01. 2018
25. ↑  „Surah 105. Al-Fil | Alim-Islamic Software For Quran And Hadith | Alim”. Архивирано из оригинала 23. 01. 2018. г. Приступљено 22. 01. 2018.
26. ↑  Monthly Renaissance - Content